# Żabie Oko
Żabie Oko je pleso v polské části Vysokých Tater ve skupině Rybích Stawků. Leží na Rybím potoku v údolí Dolina Rybiego Potoku ve Vysokých Tatrách v Polsku. Má rozlohu 0,11 ha. Je 46,5 m dlouhé a 39,5 m široké. Dosahuje maximální hloubky 2,3 m. Má objem 1060 m³. Leží v nadmořské výšce 1390,4 m.

## Okolí
Jezero má kruhový tvar. V některých mapách je poloha jezera uvedena chybně, když popis Żabie Oko je uveden u Małeho Morskieho Oka a popis Małe Żabie Oko je uveden u Żabieho Oka.

## Vodní režim
Jezerem protéká z jihozápadu na severovýchod Rybí potok, který přitéká z Małeho Morského Oka a odtéká na sever do Małeho Żabieho Oka.

## Přístup
Ve vzdálenosti 50 m od severního břehu vede silnice k Morskému Oku. K jezeru se lze dostat:
- po společné  a  červené turistické značce od Morského Oka (5 minut),
- po  červené turistické značce od Wodogrzmotů Mickiewicza (1:40 hodiny),
- po  modré turistické značce od Schroniska PTTK w Dolinie Pięciu Stawów Polskich (2 hodiny).